# Wii Music
Wii Music (яп. Wiiミュージック) — это музыкальная игра, разработанная и опубликованная компанией Nintendo для игровой консоли Wii. Игра была выпущена в Японии и Северной Америке в октябре 2008 года, а в Европе и Австралии — в следующем месяце.
Wii Music фокусируется на создании аранжировок существующих песен. Для этого игроки выбирают из широкого спектра музыкальных инструментов, на которых играют, имитируя необходимые действия с помощью пульта дистанционного управления Wii Remote и Нунчука. В отличие от других музыкальных игр, таких как Guitar Hero и Rock Band, игроки не оцениваются по их производительности и поощряются с различными способами воспроизведения песен. Nintendo рекламировала эту игру как средство «принести радость и творческий потенциал музыканта в [свой] дом без дорогих уроков музыки».
Wii Music — одна из оригинальных игр, анонсированных для консоли Wii, впервые публично воспроизводимое на E3 2006, а затем повторно представленное более подробно на E3 2008. После выпуска Wii Music получила смешанные положительные отзывы, набрав совокупные баллы 64,34 % на GameRankings и 63 на Metacritic с общей критикой, направленной на её простой геймплей, неточное управление движением и преимущественно общедоступный саундтрек. Таким образом, она считается самой плохой игрой серии Wii и также является одной из наименее коммерчески успешных записей, продав 2,65 миллиона копий по всему миру по состоянию на март 2009 года.

## Геймплей
В игровом процессе Wii Music основное внимание уделяется игре и аранжировке песен путем импровизации с использованием различных инструментов. Подобно тому, как Wii Sports имитирует занятия спортом, имитируя необходимые жесты с помощью чувствительного к движению пульта Wii Remote, Wii Music имитирует воспроизведение музыки, имитируя действия, связанные с различными инструментами. Как и во всех играх серии Wii, игроки управляют персонажами Mii, созданными с помощью канала Mii Channel.

### Инструменты
Игра предлагает выбор из шестидесяти шести инструментов для игры, включая скрипку, барабан, колокольчик, флейту, кларнет, саксофон, губную гармошку, фортепиано, гитару, трубу, арфу, сямисэн, маракасы, ситар и маримбу, а также нетрадиционные инструменты, такие как звуки собаки и кошки, псевдоду-воп вокал (певец), крики карате (черный пояс), приветствия чирлидеров и 8-битные звуки.
Играть каждый из инструментов, игрок имитирует требуемые движения с Wii Remote и Нунчака. Из-за различных техник, необходимых для игры на разных инструментах, инструменты в Wii Music разделены на «группы», в которых при определённых движениях или нажатии кнопок воспроизводятся отдельные ноты. Например, такие инструменты, как клавишные и ударные, требуют, чтобы игрок размахивал контроллерами, как будто ударяя по барабанам; а на некоторых струнных инструментах, таких как скрипка и гитара, можно играть, перемещая пульт Wii Remote, как если бы он натягивал смычок или бренчал по струнам, в то время как нунчук держится так, как будто сжимает шею инструмента и гриф. Wii Balance Board также можно использовать для игры на различных наборах ударных, имитируя педали с ножным управлением. Все инструменты имеют дополнительные опции воспроизведения, где дополнительные нажатия кнопок или ограниченные движения оказывают различное воздействие на звук. Более мягкие ноты можно воспроизводить с более медленным движением Wii Remote, а удерживание различных кнопок может создавать демпфирование, отключение звука, аккорды, тремоло, арпеджио и глиссандо.

### Jam Mode
Главная особенность игры, Jam Mode, включает в себя 50 песен, которые состоят из комбинации классических и традиционных песен, семи песен Nintendo и 15 лицензионных песен. Перед воспроизведением выбранной песни каждый игрок выбирает любой из доступных инструментов, а затем выступает в качестве одного из шести разных участников группы; шесть доступных разделов: мелодия, гармония, аккорд, бас и две партии перкуссии. Незанятые секции играются управляемыми компьютером персонажами «Tute» или могут быть полностью не задействованы.
В отличие от других музыкальных игр, таких как Rock Band или Guitar Hero, где игроки оцениваются на основе воспроизведения определённых нот в определённое время, режим Jam не имеет системы подсчета очков и объективно не наказывает за пропущенные или сыгранные «неправильные» ноты кроме того, игроки не имеют никакого контроля над полем нот, которые играют. Вместо этого внутренняя музыкальная дорожка для каждого раздела всех песен специально запрограммирована так, чтобы реагировать на все возможные действия игрока: игра будет пытаться сделать так, чтобы все сыгранные ноты были гармоничны песне, в том числе и те, которые звучат вне оригинальной мелодии. Соответственно, игрокам предлагается практиковаться и экспериментировать с различными способами воспроизведения песен с использованием любого расположения инструментов, выбирая либо придерживаться руководства, либо отклоняться от него и создавать уникальные композиции. Качество новой аранжировки зависит от мнения игрока. Игроки также могут делать то, что называется сеансом «Overdub», в котором одна и та же песня воспроизводится снова, управляя другим музыкантом или инструментом; это позволяет игрокам воспроизводить музыку, записанную в предыдущих прохождениях и позволяет одному игроку играть все части. Затем игроки могут сохранить свою общую производительность в виде музыкального видео для последующего воспроизведения или поделиться им с другими игроками через WiiConnect24.
Wii Music также предоставляет шаблоны каждой песни в соответствии с существующими музыкальными жанрами, такими как поп, марш, рок и джаз, и игроки могут использовать интерактивные учебные пособия, чтобы узнать, как подогнать песню к определённому стилю.

### Мини-игры
Наряду с режимом Jam Mode, Wii Music включает в себя четыре мини-игры, которые имеют систему подсчета очков:
- Mii Maestro, где игроки используют пульт дистанционного управления Wii Remote в качестве дирижёрской палочки для управления оркестром, раскачивая контроллер вверх и вниз в определённом темпе[6]. Различные движения влияют на исполнение оркестра. Нет никаких индикаторов, которые показывали бы, насколько хорошо дирижирует игрок, заставляя игрока пытаться сопоставить оригинальную музыку и эксперимента, чтобы найти, какие движения дадут более высокий балл. Мультиплеер является кооперативным — несколько игроков дирижируют одним и тем же оркестром одновременно, и оценка производится в зависимости от того, насколько гармонично они выступают[14].
- Handbell Harmony считается похожим по стилю на Guitar Hero, где игроки сопоставляют ноты с экранным гидом, играя на двух колокольчиках, каждый из которых управляется встряхиванием пульта Wii Remote и Нунчука. Игроки получают очки в зависимости от того, сколько нот сыграно правильно[14].
- Pitch Perfect который тестирует игроков на различение различных звуков друг от друга. Подигры внутри игры «Pitch Perfect» включают в себя определение высоких и низких тонов, мажорных и минорных тонов и составление песни из скремблированных нот[6].
- Drums который позволяет игрокам играть на барабанах или брать уроки игры на барабанах.

## Разработка
Wii Music была впервые показана вместе с пультом дистанционного управления Wii Remote на пресс-конференции Nintendo на Tokyo Game Show в 2005 году. В двух мини-играх кратко фигурировали барабаны и оркестр. Эта игра также стала первой игрой Wii, которая была продемонстрирована во время пресс-конференции Nintendo на E3 2006, где Сигэру Миямото поднялся на сцену, чтобы исполнить тему The Legend of Zelda Overworld Theme. Как барабаны, так и оркестр также были сделаны играбельными для участников. Дополнительные детали игры были выпущены в связи с пресс-конференцией Nintendo, состоявшейся 11 октября 2007 года.
Wii Music была продемонстрирована во время пресс-конференции Nintendo для E3 2008, раскрыв гораздо больше информации, включая поддержку Wii Balance Board для игры на барабанах. Позже выяснилось, что в игре есть уроки для барабанов, запрограммированные внутри. Позже Миямото объявил, что в игре будет играть более 61 инструмента, и объяснил схему управления, которая использует кнопки пульта Wii Remote для воспроизведения нот на различных инструментах, удерживая пульт Wii Remote таким же образом, как и сам инструмент.

## Оценки и критика
| Сводный рейтинг       | Сводный рейтинг |
| Агрегатор             | Оценка          |
| --------------------- | --------------- |
| GameRankings          | 64,34 %         |
| Metacritic            | 63/100          |
| Иноязычные издания    |                 |
| Издание               | Оценка          |
| 1UP.com               | A−              |
| Game Informer         | 3/10            |
| GamePro               | [ 18 ]          |
| GameSpot              | 6,5/10          |
| GameSpy               | [ 20 ]          |
| GameTrailers          | 5,8/10          |
| IGN                   | 5/10            |
| Nintendo Life         | 8/10            |
| Nintendo World Report | 7/10            |
| ONM                   | 80 %            |
| X-Play                | [ 25 ]          |
| Wired                 | 7/10            |
| Русскоязычные издания |                 |
| Издание               | Оценка          |
| «Страна игр»          | 8,5/10          |

### Критика
Игра получила смешанные отзывы на агрегаторе Metacritic со значением 63 % Wii Music получила оценку A- от 1UP.com Дженнифер Тсао, которая считала, что игра обладает «удивительной глубиной и гибкостью», которая вознаграждает игроков, освоивших управление. Она также чувствовала, что пользовательский режим джема для четырёх игроков в игре вызывает привыкание, но посетовала на обилие общедоступных песен в саундтреке. Этот обзор сильно контрастировал с отзывами других редакторов на 1UP, которые жаловались на недостаток контента и его содержание. Он был дан 80 % официальным журналом Nintendo, который высоко оценил удивительную глубину игры. GameSpy, который дал ему 3,5/5, назвал игру «странной уткой» и чем-то «более похожим на техническую демонстрацию или социальный аудиоэксперимент», мало интересующим взрослых, но достаточно простым, чтобы быть доступным для всех, и полагал, что это будет хит с маленькими детьми в семьях. Wii Music также получила 6.5/10 от GameSpot, который сказал, что Wii Music, хотя и веселая и легкая в подборе и воспроизведении, трудно рекомендовать, потому что старшие дети и взрослые получат только несколько часов развлечений. Игра получила 5/10 от IGN, который назвал игру «источником шума, связанным с серией жестов» и сославшись на «бесполезное» управление и плохое качество звука, а также на «фундаментально несовершенный» саундтрек. Однако они также считают, что дети могут получать от игры гораздо больше удовольствия, чем взрослые, которым, по их мнению, может «надоесть игра в считанные часы, если не минуты».
Game Informer дал игре оценку 3/10, назвав её назвав её «плохим решением воображаемой проблемы». GameTrailers дали ему 5.8/10, критикуя «древний» список песен и акцент на создании видео. Низкую оценку игре дала Страна Игр 2/10 сказав: «Яркий пример невыполненных обещаний: предполагалось, что Wii Music, словно стодолларовая банкнота, приглянется всем и каждому, а ей нечего предложить ни одной группе пользователей. Сейчас это, простите, мусор, только и всего».

### Продажи
За первую неделю своего выпуска в Японии игра разошлась тиражом 92 000 экземпляров. Это 30-я самая продаваемая игра Японии в 2008 году. В Северной Америке игра разошлась тиражом около 66 000 копий примерно за тот же период после релиза. Wii Music получил «золотую» награду по продажам от Ассоциации издателей развлекательного и развлекательного программного обеспечения (ELSPA), с указанием продаж по меньшей мере 200 тысяс экземпляров в Соединенном Королевстве.
Сигэру Миямото заявил, что продажи игры были не так сильны, как первоначально надеялись, и возможной причиной этого была конкуренция со стороны известных музыкальных и ритмических игр, таких как Guitar Hero и Rock Band, которые доминируют на рынке. Кэмми Данауэй, исполнительный вице-президент Nintendo of America по продажам и маркетингу, предполагает, что Wii Music станет «вечнозеленым» названием, которое будет продолжать продажи в долгосрочной перспективе. Wii Music стала десятой самой продаваемой игрой в США за ноябрь 2008 года, и 11-я самая продаваемая игра в следующем месяце в Соединенных Штатах с более чем 480 000 проданных копий, и продал 865 000 единиц в Северной Америке в 2008 году по данным NPD Group. По состоянию на март 2009 года Wii Music было продано 2,65 миллиона копий по всему миру